# Оникс (противокорабельная ракета)
П-800 «Оникс» (Индекс УРАВ ВМФ — 3М55, экспортное наименование — «Яхонт», по классификации МО США и НАТО — SS-N-26 Strobile) — советская универсальная сверхзвуковая противокорабельная ракета среднего радиуса действия предназначенная для борьбы с надводными военно-морскими группировками, одиночными кораблями и наземной инфраструктурой в условиях сильного огневого и радиоэлектронного противодействия.

## Разработка
Разработка оперативно-тактического противокорабельного комплекса четвёртого поколения начата в конце 1970-х годов в ЦКБМ МОМ. В отличие от предшествующих отечественных ПКР, имеющих относительно узкую «специализацию» по носителям, новый комплекс с самого начала задумывался как универсальный: его предполагалось размещать на подводных лодках, надводных кораблях и катерах, самолётах и береговых пусковых установках.

## Конструкция
Ракета выполнена по нормальной аэродинамической схеме. Стартовый ракетный двигатель твёрдого топлива (РДТТ) размещён в камере сгорания прямоточного воздушно-реактивного двигателя (ПВРД), при окончании работы стартовой ступени отделяется набегающим потоком воздуха.

## Тактико-технические характеристики ракеты 3М55
- Длина ракеты:
  - Корабельный вариант — 8 м[2] (8,6[1])
  - Авиационный вариант — 6,1 м[2]
- Диаметр ракеты: 0,67 м[1]
- Размах крыла: 1,7 м[2]
- Длина транспортно-пускового стакана: 8,9 м[3]
- Диаметр транспортно-пускового стакана: 0,72 м[3]
- Масса ракеты:
  - Стартовая — 3000 кг[3]
  - С транспортно-пусковым стаканом — 3900 кг[3]
- Максимальная скорость: 884 м/с (М=2,6, или 3182 км/ч на высоте)
- Скорость у поверхности: М=2 (2448 км/ч)
- Двигатель:
  - Стартовый — твердотопливная стартово-разгонная ступень
  - Маршевый — ПВРД, масса 200 кг, тяга 4 т
    - Топливо — керосин Т-6[3]
- Дальность:
  - «Оникс» — до 300 км (по комбинированной траектории),
  - «Оникс-М» — до 800 км,
  - «Яхонт» — до 300 км (по комбинированной траектории)[4].

- Высота полёта:
  - На маршевом участке — до 14000 м[3][5]
  - На конечном участке — 10-15 м[3]
- Система управления:
  - На маршевом участке — инерциальная + радиовысотомер
  - На конечном участке — всепогодная моноимпульсная активно-пассивная РЛГСН, с псевдослучайной перестройкой рабочей частоты[6]
    - Дальность обнаружения цели (в активном режиме) — не менее 50 км[6]
    - Максимальный угол поиска цели — ± 45°[6]
    - Помехозащищённость ГСН: разработчиком заявляется как высокая, в том числе от активных уводящих помех, дипольных облаков и др.[6]
    - Время готовности к работе с момента включения: не более 2 мин[6]
    - Потребляемый ток по цепи 27 В: не более 38 А[6]
    - Масса РЛГСН — 85 кг[6]
    - Условия работы ГСН:
      - Волнение моря — до 7 баллов[6]
- Масса БЧ:
  - «Оникс» и «Оникс-М» — 300 кг,
  - «Яхонт» — 200 кг[3].

## Достоинства
- загоризонтная дальность стрельбы;
- полная автономность боевого применения («выстрелил-забыл»);
- набор гибких («низкая», «высокая-низкая») траекторий[7];
- высокие сверхзвуковые скорости на всех участках полёта;
- полная унификация для широкой номенклатуры носителей (надводных кораблей всех основных классов, подводных лодок и наземных пусковых установок).
- эффективное применение в условиях радиоэлектронного противодействия[8].

Ракета «Оникс» не применялась в боевых условиях против кораблей, но исходя из опыта ВМФ сверхзвуковая скорость затрудняет поражение этих ракет зенитными ракетами противника.

## Модернизация

### 3М55М «Оникс-М»
В 2019 году корпорацией «НПО машиностроения» на базе ракеты «Оникс» была разработана модернизированная ракета «Оникс-М». Модернизация крылатой ракеты заключалась в повышении точности поражения как надводных, так и наземных целей, увеличении максимальной дальности полёта ракеты до 800 км, так же была повышена защищённость ракеты от средств РЭБ.

### Х-61 «Яхонт-А»
Вариант ПКР П-800 «Оникс» авиационного базирования. Вероятно, используется экспортная версия ракеты П-800, или же «Яхонт».

## Эксплуатанты и носители
«Ониксы» изначально планировались как универсальный комплекс для размещения на самолётах, надводных и подводных кораблях и береговых установках,но в итоге авиационная версия так и не появилась, а на надводных кораблях и подводных лодках ракету заменил Калибр.
 Россия — П-800 «Оникс»:
Подвижный береговой ракетный комплекс «Бастион».
Малые ракетные корабли проекта 21631 «Буян-М» (вместо КР Калибр),
Подводные лодки проекта 885/885М «Ясень/Ясень-М»(вместо КР Калибр),
Корветы проекта 20385(вместо КР Калибр),
Фрегаты проекта 22350 (вместо КР Калибр),
 Вьетнам — «Яхонт»
Подвижный береговой ракетный комплекс «Бастион».
 Сирия — «Яхонт»Подвижный береговой ракетный комплекс «Бастион».
 Индия — «BrahMos»
Вариант ракеты «Оникс», разработанный совместно с министерством обороны Индии
2 Эсминца проекта 61МЭ «Раджпут»: INS Ranvir и INS Ranvijay
Фрегаты типа «Тальвар» (вместо КР Калибр),
Фрегаты типа «Шивалик» (вместо КР Калибр), 
Эскадренные миноносцы типа «Калькутта»,
BrahMos-А: на Су-30МКИ (одна ракета)
Береговые ракетные комплексы с ракетами «BrahMos».
 Индонезия — «Яхонт»
Поставка прошла в первой половине 2010 года, количество неизвестно
Фрегат «Освалд Сиахаан», типа «Ван Спейк»

## Боевое применение
15 ноября 2016 года в ходе нанесения ударов по объектам в Сирии был произведён пуск ракет «Оникс» подвижного берегового ракетного комплекса «Бастион-П» по целям на суше.
Использовались для нанесения ударов по Украине в ходе российского вторжения.